# Фрумкин, Моисей Ильич
Моисей Ильич Фрумкин (1878, Гомель, Могилёвская губерния — 28 июля 1938, Коммунарка) — советский государственный и общественный деятель, старый большевик, делегат X и XV съездов ВКП(б). Партийный псевдоним Л. Германов. В 1938 году расстрелян. После смерти Сталина реабилитирован.

## Биография
Родился в Гомеле Могилёвской губернии в семье торговца.
В 1898 году вступил в Бунд, затем в РСДРП. Партийный псевдоним Л. Германов.
В 1900 году в Тамбове заключил договор с эсером Надёжиным и Николаем Авдеевым на организацию в Козлове типографии для эсеров и социал-демократов.
С 1909 года был председателем Центрального бюро профсоюзов Москвы.
С 1911 года был в ссылке в Енисейской губернии.
В 1918—1922 годах член коллегии Наркомпрода, заместитель наркомпрода РСФСР, одновременно член правления Центросоюза, член Сиббюро ЦК РКП (б), Сибревкома, Юго-Восточного бюро ЦК РКП (б).
В 1922—1929 годах заместитель наркомвнешторга, заместитель наркомфина СССР.
В 1928—1930 годах участник правого уклона в ВКП(б). В июне 1928 года направил письмо в Политбюро ЦК ВКП(б) об ошибочности политики в отношении крестьянства. Первым из советских руководителей был обвинен в «правом уклоне».
В 1932—1935 годах заместитель Наркомвнешторга, затем на хозяйственной работе.
До 1937 года управляющий трестом «Союзпластмасс» в Москве.
23 октября 1937 года арестован. Обвинён в участии контрреволюционной террористической организации (правая оппозиция в ВКП(б)).
28 июля 1938 года расстрелян. Захоронен на полигоне в Коммунарке.
После смерти Сталина реабилитирован (12 декабря 1956 года) .